# 第20回全国中等学校優勝野球大会
第20回全国中等学校優勝野球大会（だい20かいぜんこくちゅうとうがっこうゆうしょうやきゅうたいかい）は、1934年（昭和9年）8月13日から8月20日まで兵庫県武庫郡鳴尾村（現在の西宮市）の甲子園球場で行われた全国中等学校優勝野球大会である。

## 概要
20回目の大会を記念して、甲子園球場の東側に20基の野球塔を建設し、1基ずつに過去の優勝校、選手、決勝審判名を刻んだ（現在は撤去済み）。入場式では優勝経験校の主将が優勝記念旗を持って行進した。

## 代表校
| 地方大会 | 代表校   | 出場回数      |
| -------- | -------- | ------------- |
| 北海道   | 札幌商   | 3年ぶり2回目  |
| 奥羽     | 秋田中   | 4年連続7回目  |
| 東北     | 福島師範 | 初出場        |
| 北関東   | 桐生中   | 3年ぶり4回目  |
| 南関東   | 関東中   | 6年ぶり2回目  |
| 東京     | 早稲田実 | 2年ぶり11回目 |
| 信越     | 長野商   | 2年ぶり4回目  |
| 北陸     | 敦賀商   | 2年連続9回目  |
| 甲神静   | 島田商   | 初出場        |
| 東海     | 享栄商   | 初出場        |
| 京津     | 京都商   | 初出場        |

| 地方大会 | 代表校   | 出場回数      |
| -------- | -------- | ------------- |
| 紀和     | 海南中   | 初出場        |
| 大阪     | 市岡中   | 5年ぶり9回目  |
| 兵庫     | 神戸一中 | 13年ぶり3回目 |
| 山陰     | 鳥取一中 | 2年連続12回目 |
| 山陽     | 呉港中   | 3年連続3回目  |
| 四国     | 高松中   | 6年ぶり4回目  |
| 北九州   | 小倉工   | 2年ぶり4回目  |
| 南九州   | 熊本工   | 2年ぶり2回目  |
| 朝鮮     | 京城商   | 3年ぶり2回目  |
| 満洲     | 大連商   | 5年連続12回目 |
| 台湾     | 台北商   | 7年ぶり4回目  |

## 試合結果

### 1回戦
- 呉港中 5 - 1 長野商
- 桐生中 4x - 3 早稲田実
- 享栄商 11 - 2 島田商
- 市岡中 3x - 2 台北商（延長11回）
- 鳥取一中 3 - 1 京都商
- 熊本工 8 - 4 小倉工

### 2回戦
- 海南中 5 - 0 神戸一中
- 高松中 8x - 7 関東中（延長10回）
- 敦賀商 1 - 0 大連商
- 京城商 9 - 8 札幌商
- 秋田中 5 - 1 福島師範
- 熊本工 8 - 1 鳥取一中
- 呉港中 8 - 0 桐生中
- 市岡中 1 - 0 享栄商

### 準々決勝
- 秋田中 17 - 7 敦賀商
- 呉港中 4 - 2 海南中
- 市岡中 13 - 4 京城商
- 熊本工 5 - 1 高松中

### 準決勝
- 呉港中 9 - 0 秋田中
- 熊本工 4 - 0 市岡中

### 決勝
|        | 1 | 2 | 3 | 4 | 5 | 6 | 7 | 8 | 9 | R | H | E |
| ------ | - | - | - | - | - | - | - | - | - | - | - | - |
| 熊本工 | 0 | 0 | 0 | 0 | 0 | 0 | 0 | 0 | 0 | 0 | 2 | 3 |
| 呉港中 | 0 | 0 | 0 | 0 | 2 | 0 | 0 | 0 | X | 2 | 8 | 2 |

1. （熊）：戸上 - 吉原
2. （呉）：藤村 - 原
3. 審判
［球審］天知
［塁審］横沢・森田勇・池田

| 熊本工 | 熊本工 | 熊本工   |
| 打順   | 守備   | 選手     |
| ------ | ------ | -------- |
| 1      | [三]   | 浦本明義 |
| 2      | [遊]   | 岡本幹雄 |
| 3      | [投]   | 戸上勇   |
| 4      | [中]   | 桜井近   |
| 5      | [左]   | 高木茂   |
| 6      | [捕]   | 吉原正喜 |
| 7      | [一]   | 松山清次 |
| 8      | [二]   | 岩本巌男 |
| 9      | [右]   | 川上哲治 |

| 呉港中 | 呉港中 | 呉港中     |
| 打順   | 守備   | 選手       |
| ------ | ------ | ---------- |
| 1      | [三]   | 三浦五郎   |
| 2      | [二]   | 吉川忠正   |
| 3      | [遊]   | 柚木俊治   |
| 4      | [一]   | 吉田泰章   |
| 5      | [投]   | 藤村富美男 |
| 6      | [右]   | 田川豊     |
| 7      | [左]   | 保手浜明   |
|        | 打左   | 楽前顕     |
| 8      | [捕]   | 原一郎     |
| 9      | [中]   | 塚本博睦   |

## 大会本塁打
2回戦
- 第1号：大塚善次郎（関東中）

準々決勝
- 第2号：松山清次（熊本工）

## 記録
| 記録               | 選手名             | 対戦校            | 補足          |
| ------------------ | ------------------ | ----------------- | ------------- |
| ノーヒットノーラン | 長谷川治（海南中） | 2回戦・対神戸一中 | 大会史上8人目 |

## その他の主な出場選手
- 青木正一（桐生中）
- 皆川定之（桐生中）
- 稲川豪一（桐生中）
- 山本尚敏（関東中）
- 長島進（関東中）
- 望月潤一（早稲田実）
- 太田健一（早稲田実）
- 土肥省三（長野商）
- 大友一明（島田商）
- 高橋敏（島田商）
- 中山武（享栄商）
- 安藤之制（享栄商）
- 伴吉夫（享栄商）
- 村瀬一三（享栄商）
- 野村高義（享栄商）
- 伊藤治夫（享栄商）

- 伊藤経盛（享栄商）
- 沢村栄治（京都商）
- 中野正雄（京都商）
- 中田道信（海南中）
- 栗生信夫（海南中）
- 磯野政次（海南中）
- 安井亀和（海南中）
- 南村不可止（市岡中）
- 藤井勇（鳥取一中）
- 木下政文（鳥取一中）
- 中河美芳（鳥取一中）
- 岩垣二郎（鳥取一中）
- 樋笠一夫（高松中）
- 脇信男（高松中）
- 玉井栄（小倉工）